# Bataille de Spion Kop
Seconde guerre des Boers
Batailles
Raid Jameson (décembre 1895 - janvier 1896)
- Doornkop

Front ouest (octobre 1899 - juin 1900)
- Kraaipan
- Belmont
- Graspan
- Modder River
- Stormberg
- Magersfontein
- Kimberley
- Paardeberg
- Poplar Grove
- Driefontein
- Sand River
- Mafeking
- Doornkop
- Biddulphsberg
- Lindley
- Diamond Hill

Front est (octobre 1899 - août 1900)
- Talana Hill
- Elandslaagte
- Rietfontein
- Bataille de Ladysmith
- Colenso
- Spion Kop
- Vaal Krantz
- Siège de Ladysmith
- Libération de Ladysmith
- Bergendal

Raids et guérillas (mars 1900 - mai 1902)
- Sanna's Post
- Mostertshoek
- Jammerbergdrift
- Roodewal
- Bothaville
- Leliefontein
- Nooitgedacht
- Vlakfontein
- Groenkloof
- Elands River
- Bloedrivier Poort
- Bakenlaagte
- Groenkop
- Tweebosch
- Rooiwal

La bataille de Spion Kop (en anglais Battle of Spion Kop, en néerlandais Slag bij Spionkop, en afrikaans : Slag van Spioenkop, littéralement bataille de la colline de l'Espion) a eu lieu du 23 au 24 janvier 1900, entre les Boers et le Royaume-Uni lors de la seconde guerre des Boers. La bataille prit place à 38 km de Ladysmith sur la colline de Spioenkop le long de la rivière Tugela en Afrique du Sud et fut une sévère défaite pour les Britanniques même si elle ne les empêcha pas de reprendre Ladysmith peu après avec l'arrivée de renforts.

## Plans de libération de Ladysmith et de traversée de la Tugela
Le Général Sir Redvers Buller, VC, commandant des troupes britanniques était engagé dans les opérations visant la levée du Siège de Ladysmith. Les Boers du Général Louis Botha contrôlaient cependant la rivière Tugela. Bien que les hommes de Botha fussent en nombre inférieur, ils étaient pour la plupart équipés de fusils modernes Mauser, et avaient soigneusement fortifié leurs positions. À la fin décembre 1899, Buller avait tenté un assaut frontal contre les forces boers lors de la bataille de Colenso. Les Britanniques y subirent une lourde défaite.
Les semaines suivantes, Buller reçut des troupes en renfort, et reçut des moyens logistiques qui permettraient de s'affranchir du seul chemin de fer. Buller conçut un nouveau plan pour délivrer Ladysmith. Son armée devait lancer une offensive sur deux positions et créer une tête de pont. Ils auraient alors attaqué la ligne de siège boer qui bloquait l'avance de Buller vers Ladysmith. L'endroit n'était distant que de 32 kilomètres de Ladysmith. Buller laissa le commandement au Général Sir Charles Warren, qui en tant que commissaire de police avait par ailleurs enquêté sur les meurtres de Jack l'Éventreur. Il devait prendre le gué de Trikhardt's drift. Buller devait alors lancer une force moindre, sous les ordres du Général Major Neville Lyttelton, pour attaquer à l'est des troupes de Warren au gué de Potgieter's drift. Une fois la rivière Tugela traversée, les Britanniques devaient attaquer directement les forces boers et progresser à travers la plaine pour libérer Ladysmith.
Les troupes de Warren comprenaient quelque 11 000 fantassins, 2 000 cavaliers, et 36 canons de campagne. Le 23, ils se dirigèrent vers l'ouest pour traverser la Tugela. Leur avance était cependant visible pour les Boers, qui décidèrent dès lors de prendre de nouvelles positions de défense. Les troupes montées britanniques, sous les ordres de Douglas Cochrane, atteignirent rapidement le flanc droit des Boers, d'où le chemin était le plus proche vers Ladysmith, mais Warren les rappela pour protéger l'approvisionnement. Une fois l'ensemble de ses forces ayant passé la rivière, Warren envoya une division d'infanterie sous les ordres du Lieutenant Général Francis Clery contre le flanc droit des positions boers sur un plateau appelé Tabanyama. Les Boers avaient une fois de plus changé leurs positions sur le flanc opposé du plateau, et l'attaque de Clery ne progressa pas. Pendant ce temps, la seconde force britannique de Lyttelton à Potgieter's drift était déjà bien engagée.

### La colline

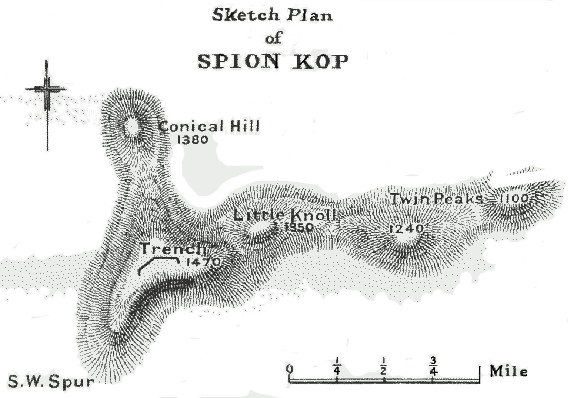
Carte des sommets de Spion Kop lors de la bataille

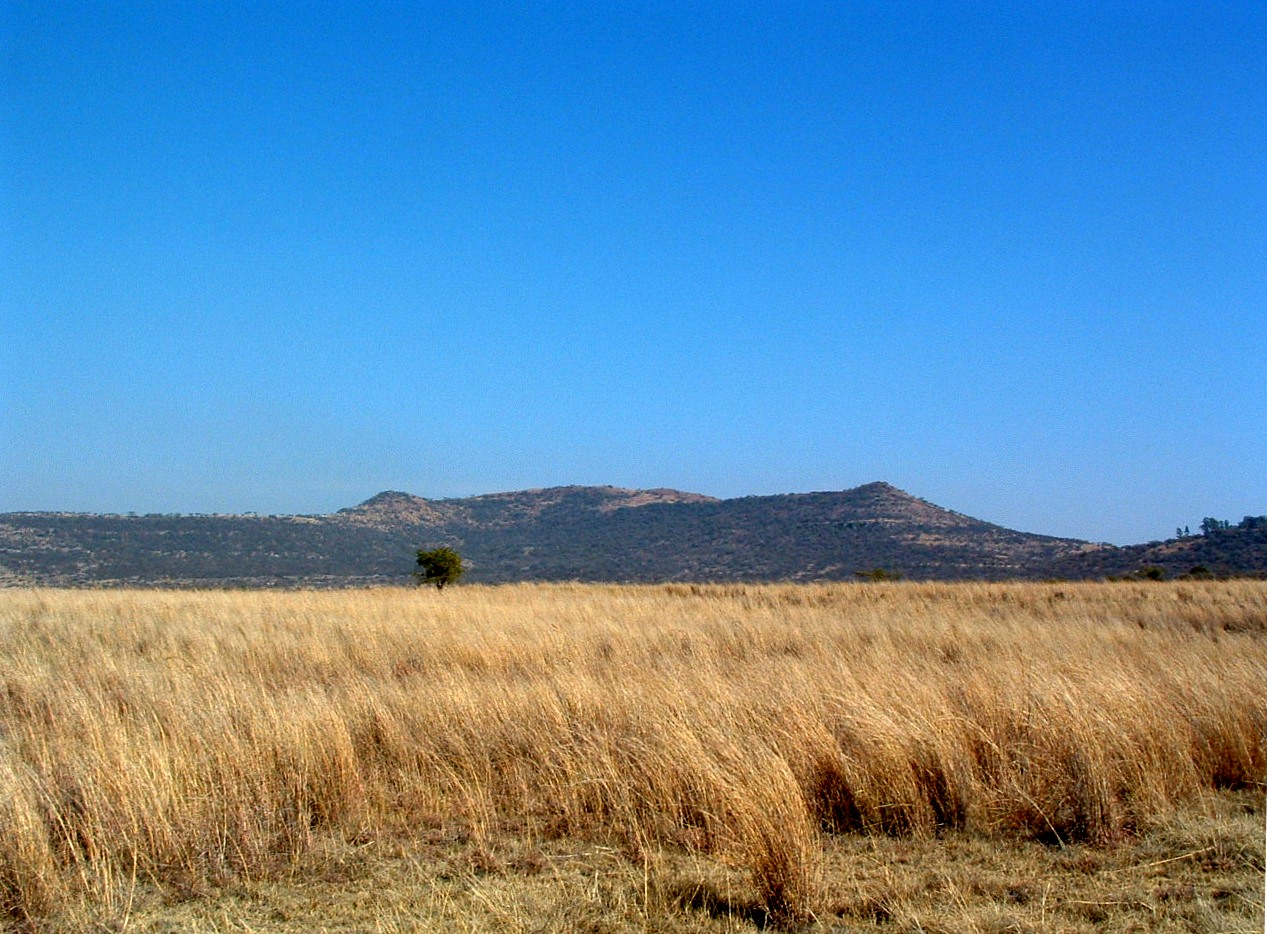
Spion Kop

Spion Kop, au nord-est des troupes de Warren, était la colline la plus imposante de la région, culminant à environ 430 mètres au-dessus de la plaine environnante. Elle se trouvait au centre des lignes de défenses boers. Si les Britanniques pouvaient prendre cette position et y amener leur artillerie, ils étaient en mesure de maîtriser les flancs des Boers environnants. Au cours de la nuit du 23 janvier, Warren envoya l'essentiel de ses forces commandées par le Général Major Edward Woodgate pour sécuriser Spion Kop. Le Lieutenant Colonel Alexander Thorneycroft fut désigné pour l'assaut initial (Thorneycroft était l'un des 6 officiers des "services spéciaux", parmi lesquels se trouvaient également Robert Baden-Powell et Herbert Plumer, envoyés depuis peu en Afrique du Sud pour recruter des renforts locaux. L'infanterie montée de Thorneycroft fut recrutée au Natal et comptait 360 hommes.)
Les Britanniques escaladèrent la colline pendant la nuit, dans un brouillard très dense. Ils surprirent une petite position boer et les expulsèrent de la colline à la pointe de la baïonnette. Des 15 hommes surpris, un fut mortellement blessé, et sa tombe se trouve toujours sur la colline. 10 soldats britanniques furent blessés dans l'attaque. Une demi-compagnie de sapeurs britanniques commença à fortifier la position, armée de 20 pioches et 20 pelles (alors qu'un millier d'hommes attendaient l'achèvement de ces travaux), et le Général Major Woodgate indiqua au Général Warren la capture du sommet de la colline.
Lorsque la nuit et le brouillard se levèrent, les Britanniques se rendirent compte qu'ils ne tenaient qu'un sommet intermédiaire de Spion Kop, alors que les Boers tenaient toujours des positions supérieures, entourant les Britanniques de trois côtés. Les Britanniques ne connaissaient pas précisément la géographie de la colline et de son sommet, et l'obscurité ne leur permit pas de se rendre compte du problème. Pour envenimer les choses, les tranchées britanniques étaient particulièrement mal creusées pour la défense. À cause du sol rocailleux, elles ne furent creusées qu'à une profondeur d'environ 40 centimètres, ce qui ne permettait pas de s'en servir efficacement pour la défense. Les Britanniques ne pouvaient pas non plus deviner les positions boers situées sur la crête, alors que les leurs étaient parfaitement visibles.

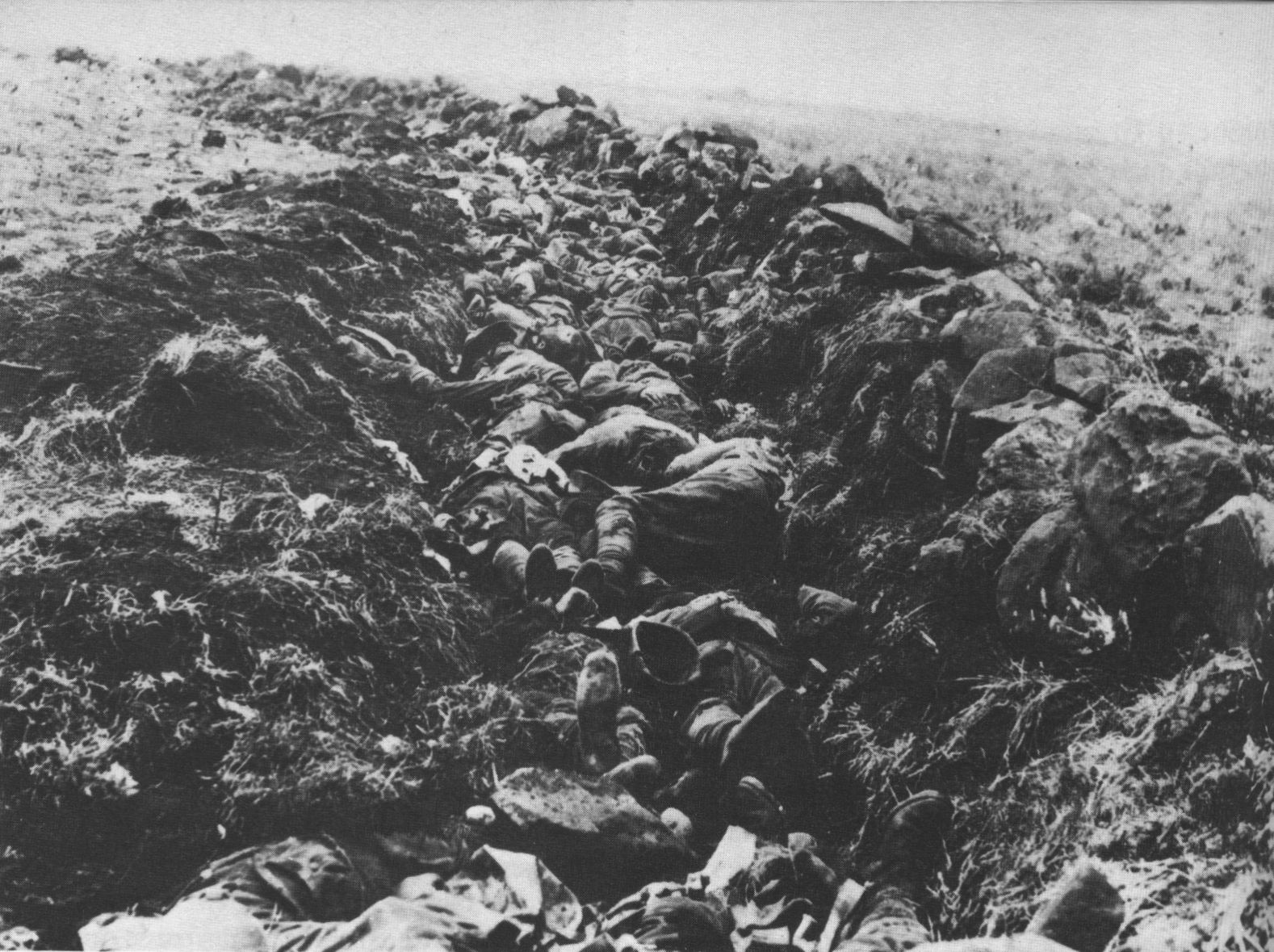
Des soldats britanniques tués dans les tranchées après la bataille de Spion Kop

Les généraux boers n'étaient pas outre mesure tracassés par la prise de la colline par les Britanniques. Ils savaient que leur artillerie stationnée à Tabanyama pouvait être sollicitée pour bombarder les assaillants, et que leurs positions pouvaient être sous le feu des Boers de différents endroits de la colline sous leur contrôle. Cependant, ils savaient que l'artillerie et les fusils ne suffiraient pas à les déloger, et que la situation des Boers restait vulnérable. Si les Britanniques prenaient rapidement Conical Hill et Aloe Knoll (les deux sommets non occupés sur la colline elle-même), ils pouvaient amener leur artillerie et menacer Tabanyama, menaçant les positions clefs des Boers. Plus important, il y avait un risque que les Britanniques prennent Twin Peaks (Drielingkoppe qui se traduit, en néerlandais, par « la tête des triplés » ou « éminences triples », alors que la traduction du terme anglais est « pics jumeaux ») à l'extrémité est de Spion Kop. Si Twin Peaks tombait, les Britanniques pouvaient contourner le flanc gauche des Boers et attaquer le camp boer. Les généraux boers réalisèrent qu'ils devaient reprendre rapidement le contrôle complet de Spion Kop pour éviter un désastre.
Les Boers commencèrent à bombarder les positions britanniques, envoyant des obus du plateau proche de Tabanyama, à la cadence de 10 par minute. Pendant ce temps, le Commandant Hendrik Prinsloo du Kommando de Carolina captura les sommets de Aloe Knoll et Conical Hill avec ses 88 hommes, alors que 300 Boers, principalement du Kommando Pretoria, escaladaient la colline pour lancer une attaque frontale sur la position britannique. Prinsloo dit à ses hommes : « Burghers, nous allons maintenant attaquer l'ennemi et nous ne reviendrons pas tous. Faites votre devoir et ayez confiance dans le Seigneur. » Quelques minutes plus tard, des centaines de Boers s'élancèrent de la crête de Spion Kop vers les Britanniques, pour la plupart surpris car il était inhabituel que les Boers se lancent dans ce type d'offensive en plein jour. Il s'ensuivit rapidement un corps à corps, ce qui n'était pas non plus dans les habitudes des Boers. La plupart des Britanniques n'avaient encore jamais vu de Boer. Les fusils britanniques Lee-Metford et Lee-Enfield furent moins meurtriers que les Mausers des Boers, mais une bonne partie des combats se terminèrent entre les baïonnettes britanniques et les couteaux de chasse boers. Après avoir subi de nombreuses pertes, les Boers regagnèrent leurs positions sur la crête, mais ne purent progresser davantage.

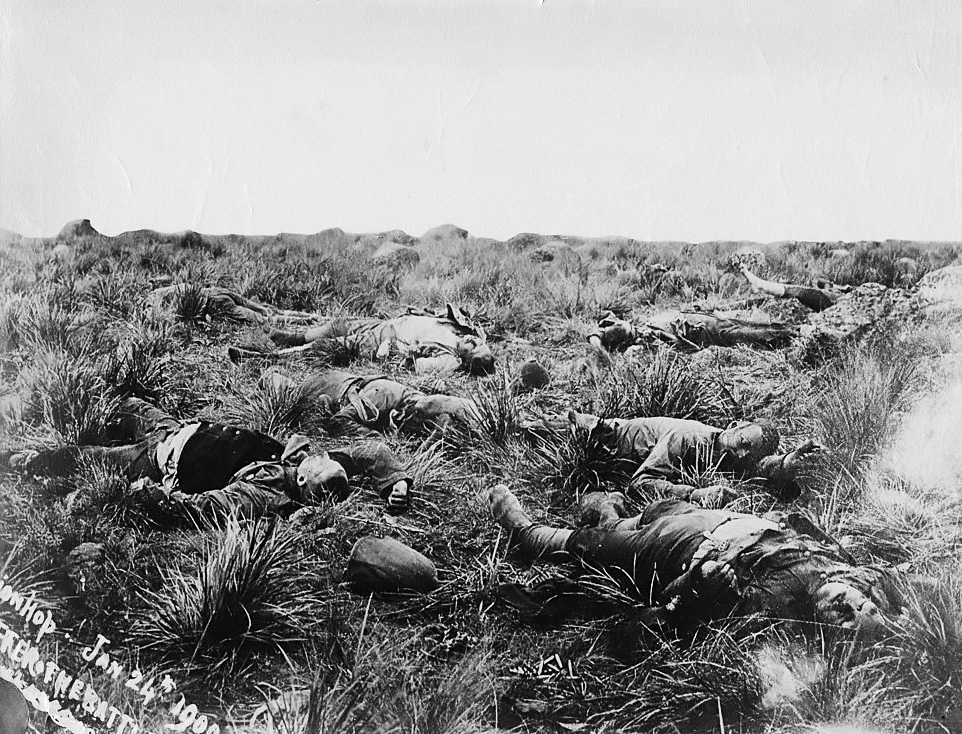
Les corps de soldats britanniques gisant sur le champ de bataille après la bataille de Spion Kop le 24 janvier 1900

La situation au sommet se révélait dorénavant être une impasse. Les Boers n'avaient pu repousser les Britanniques, mais les survivants de kommandos de Pretoria et Carolina tenaient maintenant une ligne de tir où ils pouvaient viser en enfilade les tranchées britanniques. Ces derniers étaient coincés sur leurs positions, pilonnés par l'artillerie boer. Ils n'avaient pu transformer leur initiative première, et se trouvaient désormais à la merci des Boers.
Le moral commença à décliner dans les deux camps au fur et à mesure que la chaleur, la fatigue et la soif se faisaient sentir. De plus, les Boers pouvaient voir nombre d'entre eux en contrebas qui refusaient de monter au front. Le sentiment de trahison, le combat sanglant précédent, l'indiscipline inhérente à toute armée civile, et la sécurité apparente de la position britannique incitèrent certains des Boers à se retirer de leurs positions ardemment gagnées. Du côté britannique, le bombardement avait été dévastateur, non seulement pour les pertes humaines, mais aussi pour le moral des troupes. Le Général Major Woodgate tomba vers 8h30, mortellement touché par un éclat d'obus. Le Colonel Blomfield des Lancashire Fusiliers prit le commandement, mais fut rapidement blessé, alors que l'officier des sapeurs, le Major H.H. Massy, et le Major de brigade de Woodgate, le Capitaine N.H. Vertue, furent également tués. Les officiers et les hommes des différentes unités étaient mélangés, et les troupes n'étaient plus commandées étant donné la confusion générée par le tir intensif des fusils et de l'artillerie boers. L'artillerie britannique, positionnée en contrebas, était incapable de répondre aux tirs des Boers.
Le Colonel Malby Crofton des Royal Lancasters envoya alors par sémaphore une demande d'aide : "Renforcez maintenant ou tout est perdu. Général mort". Le Colonel n'arriva pas à reprendre le commandement. Thorneycroft tenta une contre-attaque, qui échoua face au feu nourri.
Warren avait déjà détaché de la brigade du Général Major J. Talbot Coke deux bataillons et l' Imperial Light Infantry (troupe levée à Durban) pour renforcer le sommet. Cependant, il refusa de lancer une nouvelle attaque sur Tabanyama et évita de faire feu sur Aloe Knoll, pensant qu'il s'agissait d'une position britannique. À 11h40, Buller, qui pouvait voir que les choses se passaient mal, suggéra à Warren que Thorneycroft devait assurer le commandement au sommet. Le premier coursier envoyé vers Thorneycroft fut tué avant de pouvoir prononcer une phrase. Un second put cependant lui annoncer « Vous êtes nommé Général ! »

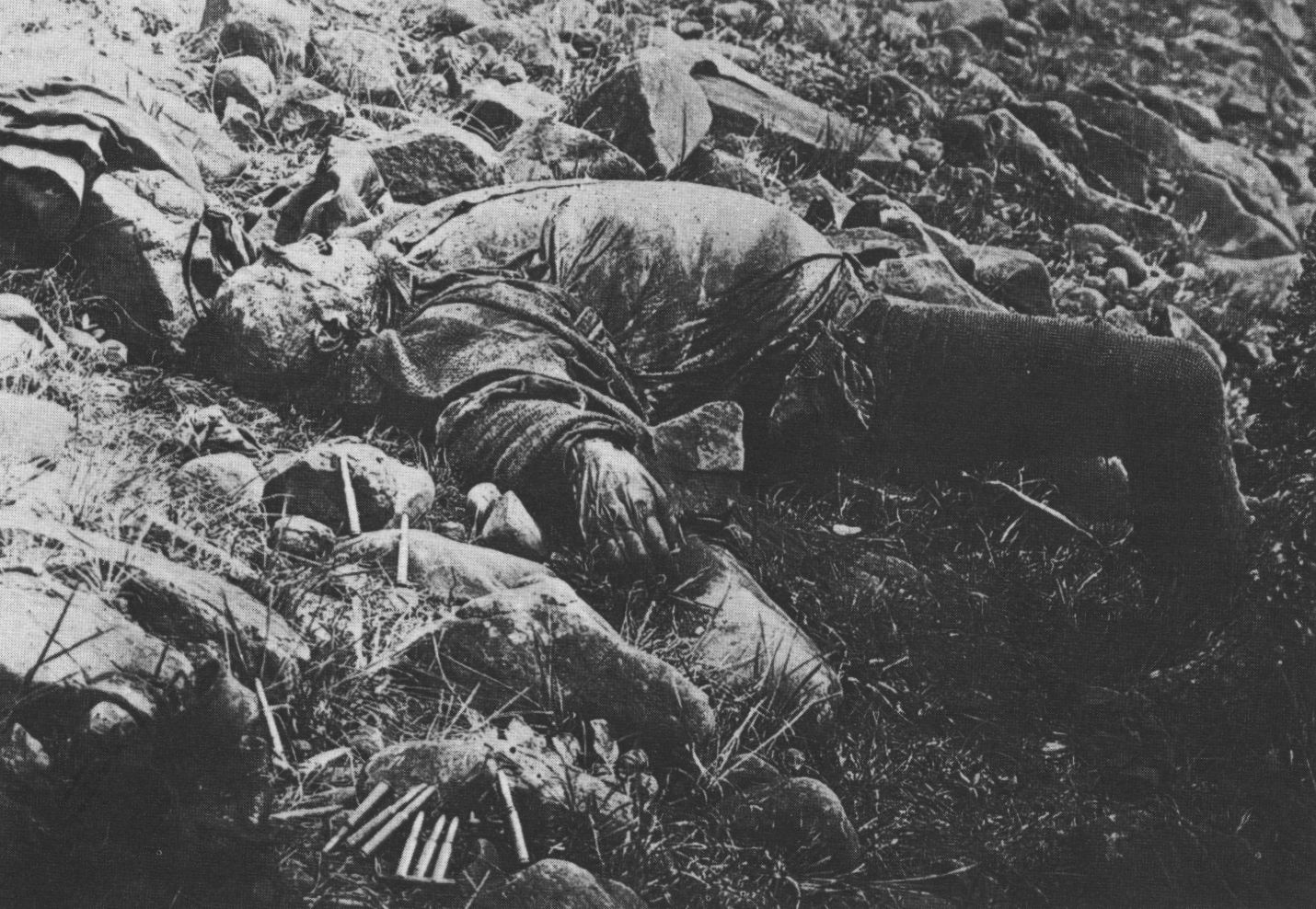
Un sniper boer tué lors de la bataille de Spion Kop

Winston Churchill était un journaliste envoyé en Afrique du Sud, également mandaté comme lieutenant des South African Light Horse par le Général Buller après son évasion fort remarquée des prisons boers. Churchill œuvra comme messager entre Spion Kop et le quartier général du Général Buller. Il décrivit ainsi la scène : "Des corps gisent çà et là. La plupart des blessures sont horribles. Les éclats et fragments des obus les ont broyés et mutilés. Les tranchées peu profondes sont remplies de morts et de blessés".
Vers 13h00, la situation était devenue insupportable pour certains des Lancashire Fusiliers, qui voulurent se rendre. Thorneycroft intervint personnellement et tira vers les Boers qui s'avançaient vers les prisonniers et criant "Je suis le Commandant ici, reprenez vos hommes, je n'autorise pas les redditions." Heureusement pour Thorneycroft, les premiers renforts britanniques arrivèrent à ce moment. Un échange de tirs s'ensuivit, mais la ligne de défense britannique avait été sauvée. Vers 14h30, Thorneycroft envoya à Warren une demande de renfort et d'approvisionnement en eau. Pendant ce temps, Coke atteignit le sommet. Il vit le message de Thorneycroft appelant à l'aide, mais ne fit rien pour apporter une aide au Lieutenant Colonel.
Le Middlesex Regiment et l'Imperial Light Infantry, sous les ordres du Colonel Hill, qui était plus âgé que Thorneycroft et qui pensait être chargé du commandement des troupes sur la colline, tint le flanc droit pendant deux heures et demie, jusqu'à ce que la situation empirât de nouveau. Le Scottish Rifles arriva sur place, et repoussa les Boers avec une charge de baïonnettes. Les Britanniques se retrouvèrent dans une impasse.
Dans la matinée, Warren avait demandé des renforts de la division de Lyttelton, bien qu'il disposât lui-même de 11 bataillons. Sans en référer à Buller, Lyttelton envoya deux bataillons sur Spion Kop. L'un d'entre eux, le King's Royal Rifle Corps, contourna pour attaquer Twin Peaks. Après avoir perdu le Lieutenant Colonel Riddell et 100 hommes, les Rifles parvinrent à atteindre le double sommet vers 17h00.

### Après la bataille

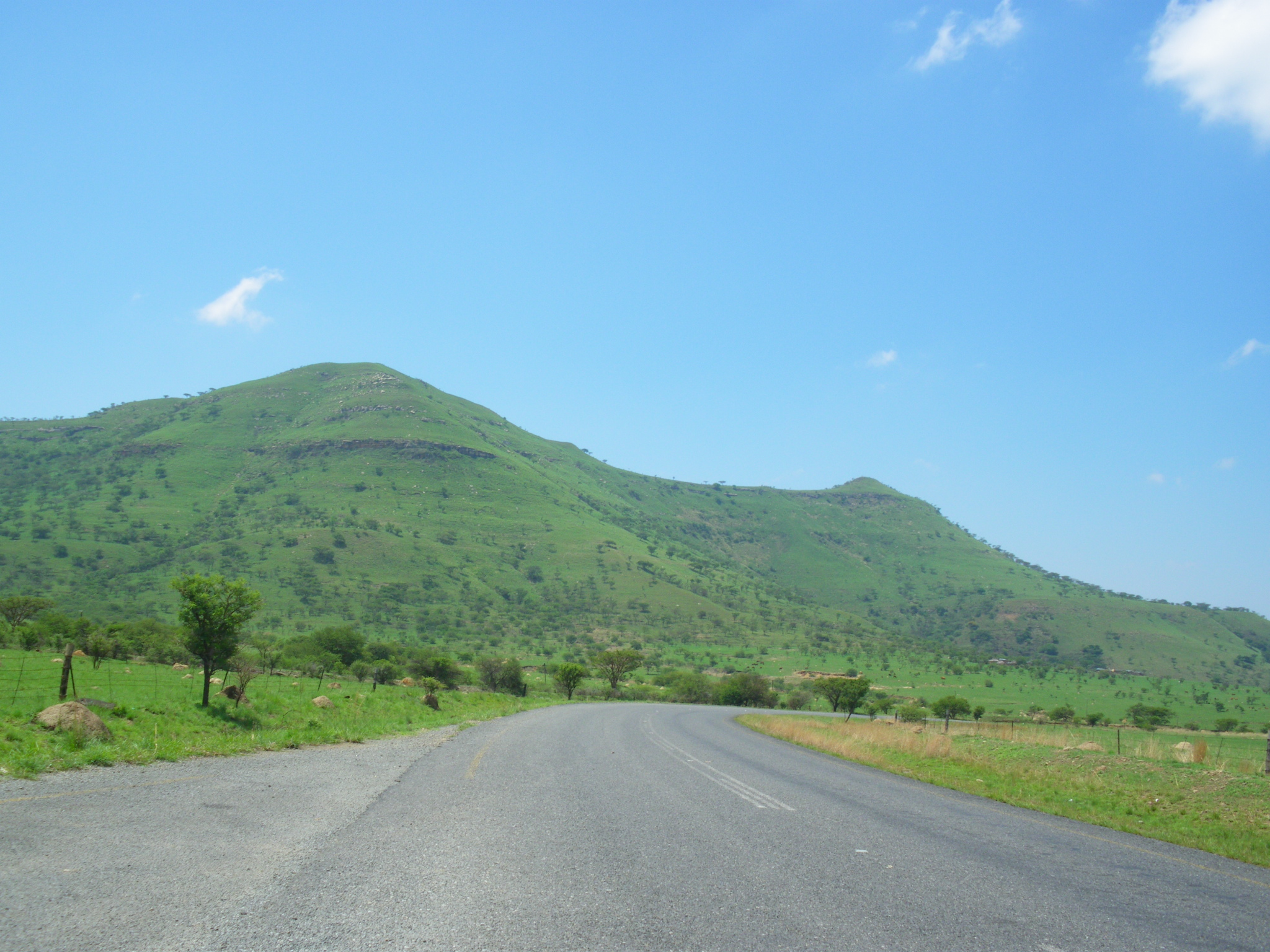
Le site de Spioenkop de nos jours vu de la position britannique, au sud de la colline. Les hauteurs étaient tenues par les combattants boers, face aux assaillants britanniques dans la vallée.

Avec la perte de Twin Peaks, le Général Schalk Willem Burger fit sortir à la nuit tombée son commando de la ligne de front. À Spion Kop, les Boers qui avaient courageusement combattu depuis le matin se préparèrent également à se retirer à la faveur de la nuit. Botha survint et les convainquit de rester sur place, mais ils ne profitèrent pas de l'avantage gagné. Sans le savoir, Thorneycroft avait gagné la bataille. Mais Thorneycroft était à bout. Après 6 heures sur la colline à assumer des responsabilités de Brigadier Général sans instruction de Warren, il commanda une retraite non autorisée par sa hiérarchie, les soldats ne disposant plus d'eau et arrivant à court de munitions. Les raisons de sa retraite étaient que sans artillerie pour contrer l'artillerie lourde des Boers, il n'y avait pas de possibilité de défendre la position et que la difficulté de creuser des tranchées au sommet de Spion Kop laissait les soldats britanniques complètement exposés. Churchill arriva sur les lieux pour la seconde fois. Il amenait cette fois-ci les premiers ordres de Warren depuis qu'il avait nommé Thorneycroft Brigadier. Churchill lui annonça que 1 400 hommes approchaient avec deux canons de marine. Thorneycroft lui répondit : « Il vaut mieux six bons bataillons en sécurité dans la vallée qu'un carnage dans la matinée ». Il ordonna le retrait des brigades.
Au même moment, Buller envoya à Lyttelton des ordres stricts pour rappeler les troupes de Twin Peaks.
Quand arriva le jour, les généraux Boers furent surpris de voir deux de leurs hommes au sommet de Spion Kop, agitant leur chapeau en signe de victoire. Les seuls Britanniques de la colline étaient morts ou mourants.
Les Britanniques subirent 243 pertes au cours de la bataille. Nombre d'entre eux furent enterrés dans les tranchées où ils étaient tombés. Environ 1 250 Britanniques furent blessés ou capturés. Les pertes Boers se montèrent à 335 blessés dont 68 morts. Le commandant Prinsloo perdit 55 des 88 hommes de son commando.
Les Britanniques se retirèrent au sud de la Tugela, mais les Boers ne disposaient pas de forces suffisantes pour poursuivre leur victoire. Buller rassembla ses troupes. Ladysmith ne fut libérée que quatre semaines plus tard.

## Anecdotes
Deux futures personnalités majeures du XXe siècle servaient du côté britannique : Gandhi comme brancardier et Churchill comme lieutenant de cavalerie et correspondant de guerre du Morning post. Louis Botha fut par ailleurs le premier Premier Ministre de l'Union d'Afrique du Sud à partir de 1910.
Les Britanniques furent traumatisés par cette défaite. Pour commémorer la bataille, ils baptisèrent plusieurs tribunes de stades sportifs du nom de « Spion Kop » puis « Kop ». Ce dernier nom est resté pour désigner certaines tribunes de stades où se regroupent des supporters.

## Ouvrages
- Les 7 volumes The Times History of the War in South Africa, ed L.S. Amery,(pub 1900-1909)
- An Illustrated History of South Africa, Cameron & Spies, Human & Rousseau publishers, 1986  (ISBN 1-86812-190-9).
- Military Heritage did a feature about the bloody Spion Kop battle for a hill of the Boer War (Herman T. Voelkner, Military Heritage, October 2005, Volume 7, No. 2, p. 28 to 35, and p. 71), ISSN 1524-8666.
- Winston Churchill, My Early Life. New York: Simon & Schuster, 1930.
- Byron Farwell, The Great Anglo-Boer War. New York; Harper & Row, 1976.
- Denis Judd, The Boer War. New York: MacMillan, 2003.
- William Manchester, The Last Lion. Boston: Little Brown, 1983.
- Thomas Pakenham, The Boer War. New York: Random House 1979.
- Celida Sandys, Churchill: Wanted Dead or Alive. New York: Carroll and Graf, 1999.